# كارين لين وليامز
كارين لين وليامز (بالإنجليزية: Karen Lynn Williams)‏ هي كاتِبة أمريكية، ولدت في 1952.